# 東城戲院
東城戲院是位于香港灣仔一座已倒閉的西片院線電影院，現已重建為東城大廈。

## 歷史
東城戲院位於灣仔洛克道與分域街交界，前身為萬國殯儀館。因殯儀館在1962年7月1日遷往鰂魚涌，原址其後改建為戲院，於1964年2月9日開幕，由何東家族屬下的東成有限公司經營，建築師阮達祖設計，耗資1,000萬港元。根據同日工商日報報導，戲院採用意大利雲石裝飾，裝有七彩藝術燈飾。採用70毫米陶立德立体声放映機，全院共有座位1,300個，其中超等座454個、後座617個。上映首部電影為《大展鴻圖》。
及後東城戲院因為鬧鬼導致生意欠佳，於1974年2月播放完美國電影《紙月亮》後結業拆卸，原址隨即重建為寫字樓東城大廈，於1976年底入伙。1999年，鬧鬼故事改篇成電視劇《全院滿座》。